# Manuel Acuña
Manuel Acuña Narro (Saltillo, Coahuila; 27 de agosto de 1849 – Ciudad de México; 6 de diciembre de 1873) fue un poeta mexicano que se desarrolló en el estilizado ambiente romántico del intelectualismo mexicano de la época.

## Biografía

### Primeros años de su vida
Nació en Saltillo, Coahuila, el 27 de agosto de 1849 , siendo hijo de Francisco Acuña y de María del Refugio Narro, y tío de Abdiel Acuña; fue bautizado tres días después en el Sagrario Metropolitano de Saltillo. Realizó sus primeros estudios en su ciudad natal Saltillo en el colegio Josefino. 
Viajó posteriormente a la Ciudad de México para cursar filosofía y matemáticas, además de varios idiomas, como el francés y el latín, con objeto de ingresar a estudiar la carrera de medicina, en donde se inscribió en 1868, carrera que se vio truncada por el término de su vida a los 24 años. 
Durante sus años de participación en tertulias literarias, conoció a Ignacio Manuel Altamirano, a Agustín F. Cuenca y a Juan de Dios Peza. 
Con este último mantuvo un fuerte vínculo amistoso, inclusive el llamarlo hermano, motivo por el cual Peza fue uno de los oradores principales el día del sepelio de Acuña.

### Sociedad Literaria Nezahualcóyotl
Su carrera literaria fue breve, aunque fructífera. Comenzó en 1869, con una elegía a la muerte de Eduardo Alzúa; amigo suyo. Ese mismo año, al lado de un grupo de intelectuales, fundó la Sociedad Literaria Nezahualcóyotl en uno de los patios del ex convento de San Jerónimo, que le sirvió para dar sus primeros pasos como poeta. Varios de sus trabajos de esta época se encuentran en el suplemento del periódico La Iberia.

### El pasado
La representación de su drama El pasado significó un triunfo para el joven poeta que no era común en esa época, la sociedad mexicana acudió en su mayoría a ver la obra además de las buenas críticas literarias y de la prensa. Esto significó para la nación mexicana una esperanza en el poeta que lamentablemente terminaría de manera brusca con su vida.

### La leyenda

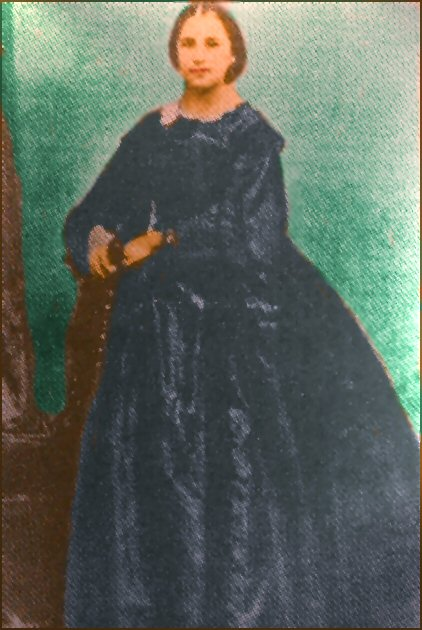
Rosario de la Peña nacida en 1847, ca. 1862

Es una leyenda que su enamoramiento de Rosario de la Peña y Llerena (intelectual mexicana) (hermana de Margarita de la Peña, quien fue pareja del poeta mexicano José María Bustillos) fue la presumible causa de su infortunado suicidio, mediante envenenamiento con cianuro de potasio. De hecho le dedicó el famoso poema "Nocturno a Rosario". En opinión de algunos críticos, Rosario fue solamente una razón adicional a sus problemas de pobreza extrema. Acerca de Rosario de la Peña se sabe que también fue pretendida por José Martí y Manuel M. Flores. Con todo, recientemente se ha dejado claro que aunque el enamoramiento por De la Peña pudo tener lugar, la realidad era que Acuña sostenía una relación, menos idealizada, con una poeta que a la postre se convirtió en una intelectual famosa: Laura Méndez de Cuenca. Dos meses antes del suicidio, nació Manuel Acuña Méndez, quien sobrevivió poco a su padre. Acuña murió en su habitación de la Escuela de Medicina el 6 de diciembre de 1873.

### Nocturno: su obra maestra
Uno de sus poemas más célebres y encantadores para su pueblo lo cual fue el nocturno a Rosario dedicado a Rosario de la Peña, su trabajo más representativo. El hidrocálido Jesús F. Contreras realizó una escultura a Manuel Acuña, la cual fue expuesta en el Pabellón Mexicano de la Exposición Universal de París en el año 1900, junto con su obra Malgré Tout; por esos trabajos mereció la banda de la Legión de Honor. La obra dedicada al poeta, fabricada en mármol de Carrara, se encuentra en la plaza Acuña de Saltillo.

### Fallecimiento
Acuña se suicidó el 6 de diciembre de 1873 luego de ingerir cianuro de potasio. Sus restos inicialmente fueron enterrados en el Cementerio de Campo Florido, en la capital del país, y después sepultados en la Rotonda de las Personas Ilustres del Panteón Civil de Dolores y allí permanecieron hasta 1917 cuando fueron trasladados a Saltillo y depositados en la Rotonda de los Coahuilenses Ilustres del Panteón de Santiago. En la intersección de las calles República de Brasil y República de Venezuela del centro histórico de la Ciudad de México se encuentra una placa que indica el lugar donde se suicidó.

## Homenajes
Sobre él, José Martí, el político, pensador y poeta cubano, escribió en 1876: 

"¡Lo hubiera querido tanto, si hubiese él vivido!... Hoy lamento su muerte: no escribo su vida; hoy leo su nocturno a Rosario, página última de su existencia verdadera, y lloro sobre él, y no leo nada. Se rompió aquella alma cuando estalló en aquel quejido de dolor".

Ciudad Acuña recibió su nombre como homenaje al poeta.
Pepe Monteserín escribió la novela La lavandera, Premio Lengua de Trapo del año 2007, que trata la vida de Manuel Acuña: "La historia del poeta mexicano Manuel Acuña desde la mirada enamorada de su lavandera."

## Cronología
1849 nacimiento

1868 comienza sus estudios en la Escuela de Medicina.

1869 inicia su actividad literaria colaborando en El Renacimiento.

1870 publica sus textos en El Libre Pensador.

1871 realiza múltiples colaboraciones periodísticas en El Federalista, El Eco de Ambos Mundos y otras publicaciones.

1872 se estrena El pasado, drama en tres actos, único que el autor verá puesto en escena.

1873 se suicida en la Ciudad de México, el 6 de diciembre.

1911 edición de sus Poesías completas en París.

1917 sus restos mortales son trasladados de la Rotonda de los Hombres Ilustres a Saltillo.

1949 aparece su obra reunida y editada por José Luis Martínez.